# Црква Светог великомученика Димитрија у Добровишу
Црква Светог великомученика Димитрија у Добровишу, насељеном месту на територији општине Власотинце, православни је храм који припада Епархији нишкој Српске православне цркве.
Црква посвећена Светом великомученику Димитрији је малих димензија, подигнута је 1895. године, а осветио га је епископ нишки Инокентије 1897. године.
Храм је обновљен 1997. године.